# Гађо (Сондрио)
Гађо је насеље у Италији у округу Сондрио, региону Ломбардија.
Према процени из 2011. у насељу је живело 89 становника. Насеље се налази на надморској висини од 569 м.